# Sven Nys
Sven Nys (ur. 17 czerwca 1976 w Bonheiden) – belgijski kolarz przełajowy, górski i szosowy, wielokrotny medalista mistrzostw świata i zdobywca Pucharu Świata w kolarstwie przełajowym oraz brązowy medalista mistrzostw Europy w kolarstwie górskim.
Jego syn, Thibau Nys, również jest kolarzem.

## Kariera
Pierwszy sukces w karierze Sven Nys osiągnął w 1997 roku, kiedy podczas przełajowych mistrzostw świata w Monachium zdobył złoty medal w kategorii U-23. Wynik ten powtórzył na rozgrywanych rok później mistrzostwach świata w Middelfart, a podczas mistrzostw świata w Sint-Michielsgestel w 2000 roku zdobył swój pierwszy medal w kategorii elite. W zawodach tych zajął trzecie miejsce, przegrywając tylko z Holendrem Richardem Groenendaalem i swym rodakiem Mario De Clercqiem. Następnie wywalczył srebro na mistrzostwach świata w Zolder w 2002 roku oraz złoto na mistrzostwach świata w Sankt Wendel w 2005 roku. W 2008 roku wystąpił w kolarstwie górskim na igrzyskach olimpijskich w Pekinie, kończąc rywalizację na dziewiątej pozycji. W tym samym roku był trzeci na przełajowych mistrzostwach świata w Treviso, gdzie lepsi byli tylko Holender Lars Boom i Czech Zdeněk Štybar. W trzech kolejnych latach zdobywał medale mistrzostw świata w kolarstwie przełajowym: brązowy na MŚ w Hoogerheide (2009) i MŚ w Taborze (2010) i srebrny na MŚ w Sankt Wendel (2011). W międzyczasie zajął trzecie miejsce w cross country na mistrzostwach Europy w kolarstwie górskim w Zoetermeer, ustępując Szwajcarowi Ralphowi Näfowi i Hiszpanowi José Antonio Hermidzie. Po raz drugi mistrzem świata został w 2013 roku, kiedy zwyciężył na przełajowych mistrzostwach świata w Louisville.
Ponadto siedmiokrotnie zwyciężał w klasyfikacji generalnej Pucharu Świataw kolarstwie przełajowym, dziewięciokrotnie zwyciężał w cyklu Super Prestige (1999-2009), a także wielokrotnie wygrywał mistrzostwa Belgii. Jest zawodnikiem grupy UCI Professional Continental Teams Crelan–Euphony.

## Osiągnięcia

### Mistrzostwa świata
- 2000 – 3. miejsce
- 2002 – 3. miejsce
- 2005 – 1. miejsce
- 2008 – 3. miejsce
- 2009 – 3. miejsce
- 2010 – 3. miejsce
- 2011 – 2. miejsce
- 2013 – 1. miejsce

### Puchar Świata
- 1998/1999 – 3. miejsce
- 1999/2000 – 1. miejsce
- 2000/2001 – 6. miejsce
- 2001/2002 – 1. miejsce
- 2002/2003 – 2. miejsce
- 2003/2004 – 2. miejsce
- 2004/2005 – 1. miejsce
- 2005/2006 – 1. miejsce
- 2006/2007 – 1. miejsce
- 2007/2008 – 1. miejsce
- 2008/2009 – 1. miejsce
- 2009/2010 – 3. miejsce
- 2010/2011 – 3. miejsce
- 2011/2012 – 2. miejsce
- 2012/2013 – 3. miejsce
- w sezonach 2004/05-2007/08 nie prowadzono oficjalnej klasyfikacji